# Марк (Васілакіс)
Митрополит Марк (грец. Μητροπολίτης Μάρκος в миру Маркос Васілакіс грец. Μαρκος Βασιλάκης нар. 26 квітня 1965, Хіос, Греція) — єпископ Елладської православної церкви, митрополит Хіоський, Псарійський та Інуський (з 2011).

## Біографія
Народився 26 квітня 1965 на Хіосі, в Греції. Навчався в 3-й початковій школі святого Марка у Вронтадосі і далі — в гімназії.
У 1988 році закінчив філософський факультет Афінського університету по кафедрі класичної філології. Потім навчався в трирічній аспірантурі, отримавши ступінь доктора філософії по візантійській літературі. Протягом п'яти років викладав у Піреї. 1998 закінчив богословський інститут Афінського університету.
У 1994 році був висвячений в сан диякона, а у 2000 році митрополитом Хіоськом Діонісієм (Байрактарісом) був висвячений в сан пресвітера .
Обіймаючи посаду секретаря Священного синоду Елладської православної церкви, він одночасно залишався кліриком Хіоської митрополії, а також викладачем. У 2010 році був обраний генеральним секретарем Священного синоду.
7 жовтня 2011 рішенням Священного синоду (76 голосів з 79 в першому турі і 75 голосів з 79 — у другому турі голосування) був обраний для висвячення в сан митрополита Хиоського . 8 жовтня 2011 року в храмі Святого Димитрія в Неон-Фалироне в Піреї архієпископом Афінським Ієронімом (Ліапіс) в співслужінні членів Синоду Елладської православної церкви, а також участю ієрархів Олександрійської православної церкви — митрополита Акрського Георгія (Володимиру) і Хартумського Еммануїла (Кяйаса) був висвячений в архієрейський сан .
У квітні 2020 року пожертвував 26 000 євро одній із лікарень в Греції.